# Хирадо (остров)
Острова Хирадо (яп. 平戸島, ひらどしま хирадо сима) — остров в Японии, в западной части Японского архипелага. Расположены на западе префектуры Нагасаки, в Восточно-Китайском море.

## География
Площадь составляет 163,42 км². Имеет горстообразную форму. Отрезан от города Хирадо, к которому административно принадлежит, проливом Хирадо.

## Экономика
Основой экономики является сельское хозяйство, в частности выращивание мандаринов, разведение мясных коров, а также выращивание искусственного жемчуга.
Через пролив перекинут большой мост Хирадо.